# Дужње
Дужње (алб. Duzhnjë) је насељено место у општини Ђаковица, на Косову и Метохији. Према попису становништва из 2011. у насељу је живело 467 становника.

## Становништво
Према попису из 2011. године, Дужње има следећи етнички састав становништва:
| Националност | 2011.        |
| Албанци      | 467 (100,0%) |
| Укупно       | 467          |

| Демографија | Демографија | Демографија |
| Година      | Становника  | Становника  |
| ----------- | ----------- | ----------- |
| 1948.       | 111         |             |
| 1953.       | 124         |             |
| 1961.       | 474         |             |
| 1971.       | 575         |             |
| 1981.       | 224         |             |
| 1991.       | 260         |             |
| 2011.       | 467         |             |